# Бурякова Балка
Буряко́ва Ба́лка — село Мангушської селищної громади Маріупольського району Донецької області.

## Загальні відомості
Бурякова Балка знаходиться за 133 км від обласного центра Донецька. Відстань до центру громади становить близько 18 км і частково проходить автошляхом місцевого значення.

## Символіка
Зелена геральдична кроква (шеврон) нагадує адміністративні межі села. На золотому щиті розміщено 3 буряка малинового кольору із зеленим бадиллям (герб є промовистим).

## Населення
За даними перепису 2001 року населення села становило 204 особи, з них 25 % зазначили рідною мову українську та 75 % — російську.